# Paul Abdel Sater
Paul Abdel Sater (ur. 20 września 1962 w Ajn ar-Rummana) – libański duchowny maronicki, w latach 2015–2019 biskup kurialny Antiochii, arcybiskup Bejrutu od 2019.

## Życiorys
Święcenia kapłańskie przyjął 29 czerwca 1987 i został inkardynowany do archieparchii bejruckiej. Po święceniach został biskupim sekretarzem, a po studiach w Stanach Zjednoczonych został przydzielony do bejruckiej parafii Najśw. Serca Jezusowego - początkowo jako wikariusz, a od 1996 jako proboszcz. W latach 1993–2012 był jednocześnie dyrektorem kilku eparchialnych szkół. W 2012 mianowany syncelem i ekonomem archieparchii oraz proboszczem bejruckiej parafii św. Jana.
28 lipca 2015 został mianowany biskupem kurialnym Antiochii ze stolicą tytularną Ptolemais in Phoenicia dei Maroniti. Sakrę otrzymał 5 września 2015.
15 czerwca 2019 został arcybiskupem Bejrutu.